# Béjaïa

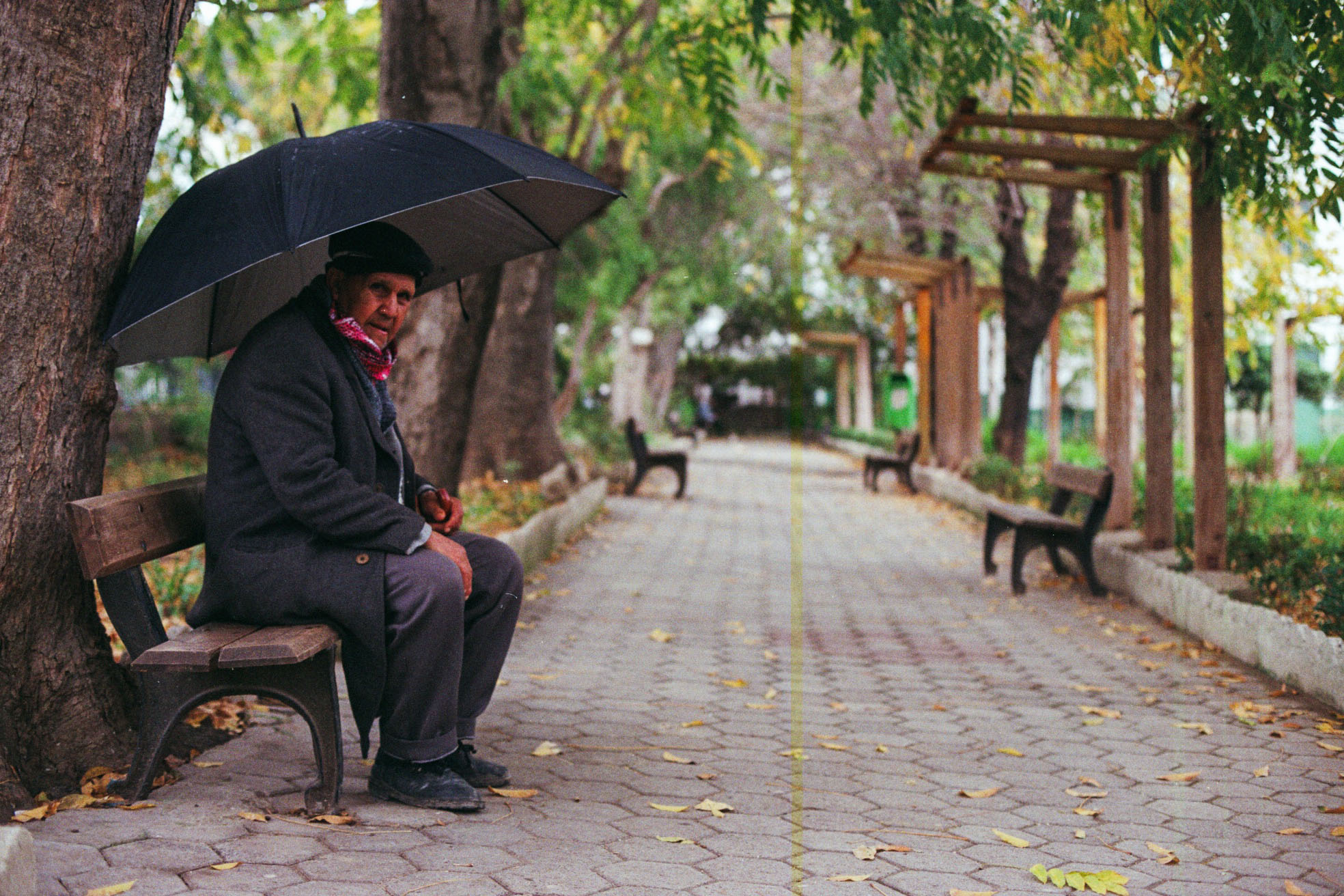
Béjaïa

Béjaïa (tiếng Ả Rập: بجاية) là một thành phố thủ phủ của tỉnh Béjaïa của Algérie. Thành phố có tổng diện tích km², trong đó diện tích đất là km², dân số theo ước tính năm 2005 là 182.131 người. Đây là thành phố lớn thứ 15 Algérie.